# Luciano Nequecaur
Luciano Nequecaur (Buenos Aires, 19 luglio 1992) è un calciatore argentino, attaccante dello Sport Boys.

## Caratteristiche tecniche
È un centravanti.

## Carriera
Nel corso della sua carriera ha giocato in Argentina, Scozia, Messico, Portogallo, Uruguay, Cile e Perù.

## Statistiche
Statistiche aggiornate al 26 agosto 2019.

### Presenze e reti nei club
| Stagione        | Squadra         | Campionato      | Campionato | Campionato | Coppe nazionali | Coppe nazionali | Coppe nazionali | Coppe continentali | Coppe continentali | Coppe continentali | Altre coppe | Altre coppe | Altre coppe | Totale | Totale | Totale |
| Stagione        | Squadra         | Comp            | Pres       | Reti       | Comp            | Pres            | Reti            | Comp               | Pres               | Reti               | Comp        | Pres        | Reti        | Pres   | Reti   |        |
| --------------- | --------------- | --------------- | ---------- | ---------- | --------------- | --------------- | --------------- | ------------------ | ------------------ | ------------------ | ----------- | ----------- | ----------- | ------ | ------ | ------ |
| 2013-2014       | All Boys        | PD              | 1          | 0          | CA              | 1               | 0               |                    | -                  | -                  |             | -           | -           | 2      | 0      |        |
| 2014            | All Boys        | PN              | 5          | 2          |                 | -               | -               |                    | -                  | -                  |             | -           | -           | 5      | 2      |        |
| Totale All Boys | Totale All Boys | Totale All Boys | 6          | 2          |                 | 1               | 0               |                    | -                  | -                  |             | -           | -           | 7      | 2      |        |
| 2015            | Olimpo          | PD              | 4          | 0          | CA              | 0               | 0               |                    | -                  | -                  |             | -           | -           | 4      | 0      |        |
| 2015-feb. 2016  | Stranraer       | 1D              | 7          | 0          | CS+CdL+CC       | 1+0+0           | 1+0+0           |                    | -                  | -                  |             | -           | -           | 8      | 1      |        |
| 2016-2017       | Nueva Chicago   | PN              | 24         | 6          | CA              | 0               | 0               |                    | -                  | -                  |             | -           | -           | 24     | 6      |        |
| 2017-2018       | Venados         | LDA             | 30         | 13         | CM              | 3               | 2               |                    | -                  | -                  |             | -           | -           | 33     | 15     |        |
| 2018-2019       | Oaxaca          | LDA             | 30         | 11         | CM              | 2               | 0               |                    | -                  | -                  |             | -           | -           | 32     | 11     |        |
| 2019-2020       | Marítimo B      | SD              | 1          | 0          |                 | -               | -               |                    | -                  | -                  |             | -           | -           | 1      | 0      |        |
| Totale carriera | Totale carriera | Totale carriera | 102        | 32         |                 | 7               | 2               |                    | -                  | -                  |             | -           | -           | 109    | 34     |        |